# Northwest Face
La Regular Northwest Face de Half Dome a été la première voie de niveau VI (cotation américaine) escaladée aux États-Unis. La première ascension en 1957 a été faite par une équipe composée de Royal Robbins, Mike Sherrick, et Jerry Gallwas. Son actuelle cotation (américaine) en escalade artificielle est VI 5.9 A1 et 5.12 pour l'escalade libre.
Bien que la première ascension ait été faite en cinq jours, la plupart des ascensions aujourd'hui sont accomplies en deux. Le record de la plus rapide ascension de la voie est de 1 h 22 min et a été établi au cours d'une ascension en solitaire à la fin mai 2012 par Alex Honnold, qui avait déjà enregistré la première ascension en solo libre en 2008. Cela améliore le précédent record de 1 h 53 min tenu depuis octobre 1999 par Jim Herson et Hans Florine.

## Histoire
Tous les grands murs et les formations dans la Vallée de Yosemite ont été escaladés dans le milieu des années 1950, à l'exception de la Northwest Face de Half Dome et El Capitan. El Capitan, avec ses intimidants 3 000 pieds (914,4 m) de hauteur, était hors de question pour au moins quelques années, laissant Half Dome, avec une façade plus accessible de 2 000 pieds (609,6 m), comme le prochain objectif logique,.
La première tentative d'ascension a été faite en 1954 par Dick Long, Jim Wilson et George Mandatory. Cependant, ils ont rebroussé chemin après avoir atteint 175 pieds (53,34 m).
Une tentative plus sérieuse a été faite en 1955 par Jerry Gallwas, Don Wilson, Royal Robbins et Warren Harding. Après l'escalade d'à peine 500 pieds (152,4 m) en cinq jours, ce groupe abandonna aussi.
Gallwas et Robbins, équipé de nouveaux pitons en chrome-molybdène fabriqués par Gallwas, ont recruté Mike Sherrick et partirent le 24 juin 1957, déterminés cette fois à terminer le parcours. Cinq jours après qu'ils eurent commencé, ils se tenaient au sommet.
Warren Harding avait parcouru l'arrière de Half Dome par les sentiers de randonneurs en guise d'entrainement. Il avait planifié, avec Mark Powell et Bill Feuerer dit "Dolt", de retenter la voie, mais avait été battu par cette équipe. Néanmoins, Harding a présenté ses plus chaleureuses félicitations à l'équipe triomphante.